# David Goodhart
David Goodhart (geboren 12. September 1956 in London) ist ein britischer Journalist und Sachbuchautor.

## Leben

### Familie
Goodhart stammt aus einer in die britische Upper Class aufgestiegenen jüdischen Einwandererfamilie, sein Ururgroßvater war Mayer Lehmann, einer der Gründer der Investmentbank Lehman Brothers. Der Großvater Arthur Lehman Goodhart (1891–1978) wurde Rechtsprofessor in Oxford, sein Vater Sir Philip Goodhart (1925–2015) war Abgeordneter der Conservative Party, unter seinen Onkeln sind das Oberhausmitglied Baron William Goodhart und der Ökonomieprofessor Charles Goodhart (geb. 1936). Während seiner Zeit bei der Financial Times lernte Goodhart seine spätere Ehefrau, die Journalistin Lucy Kellaway (geb. 1959) kennen, das Paar hat vier Kinder. Im Oktober 2015 gab Kellaway die Trennung bekannt. Das Paar lebte zuletzt in Highbury im Norden von London.

### Werdegang
Goodhart besuchte standesgemäß das Eton College und studierte Politik an der University of York. Seine journalistische Karriere begann 1979 bei der Yorkshire Evening Post. 1982 wechselte er für zwölf Jahre als Journalist zur Financial Times in den Ressorts Wirtschaft und Politik und war in der Zeit der Deutschen Wiedervereinigung von 1988 bis 1991 ihr Deutschland-Korrespondent. 1995 gründete er sein eigenes politisches Magazin Prospect, für das er bis Ende 2010 als Herausgeber fungierte. Nachdem er diesen Posten an Bronwen Maddox übergeben hatte, blieb er dem Magazin weiterhin als Editor-at-Large verbunden, im Dezember 2011 wurde er Direktor beim Think Tank Demos. Mit Stand Anfang 2019 ist er dort Mitglied des Beraterstabes, ansonsten leitet er bei Policy Exchange die Abteilung für Demographie, Immigration und Integration sowie eine Website, die sich gleichfalls mit Fragen der Integration beschäftigt. Er arbeitete für BBC Radio 4 und schreibt Beiträge für The Guardian, The Independent, The Times und die Financial Times.

## Positionen
Goodhart begann zum Ende seiner Schulzeit in Eton, sich zum Marxisten zu entwickeln. Auslöser war vermutlich, nach seinen Angaben, nicht das Interesse an der Lage von sozial Schwächeren, sondern vielmehr die Verärgerung darüber, es nicht in die Auswahlmannschaften im Fußball und Cricket geschafft zu haben. Dabei zieht er einen Vergleich zum Labour-Politiker John Strachey. Zu Studienzeiten noch linkem Gedankengut verbunden, zog es ihn nachfolgend in die politische Mitte. Er begann, sich langsam vom liberalen Konsens der Oberschicht zu Immigration und Multikulturalismus zu lösen und zugleich ein Verständnis für die Werte einfacher Leute zu entwickeln. Dies beinhaltete auch die Ansichten eines Nigel Farage, der sich öffentlich darüber beklagt hatte, dass er im Zug nach London keinen einzigen Englisch sprechenden Menschen getroffen hätte. Goodhart sieht sich heute als Zentrist, offen für Ideen sowohl von rechts als auch von links.
Mit einem 2004 im Magazin von Demos erschienenen Essay mit dem Namen „Too Diverse?“ erlangte Goodhart beträchtliches Aufsehen. Der ehemalige Vorsitzende der Kommission für Gleichstellung und Menschenrechte, Trevor Phillips, warf ihm vor, ein „liberaler Powellit“ zu sein. Er merkte an, dass auch nette Menschen rassistisch sein könnten, und warnte, dass es sich kein intelligenter Mensch leisten könne, Goodharts Beitrag nicht zu lesen.

### The British Dream
Goodharts 2013 veröffentlichtes Buch The British Dream löste schon vor Erscheinen breites Interesse aus, da es Themen wie Multikulturalismus, Immigration und nationale Identität anschneidet. Hierin wendet er sich gegen massenhafte Zuwanderung, die nicht nur dem Zielland schade, sondern durch Brain Drain auch den Heimatländern und auch wenig zu weltweiter sozialer Gerechtigkeit beitrage. Stattdessen fordert er gezielte Förderprogramme, um den Menschen ein auskömmliches Leben und sozialen Fortschritt in ihren Heimatländern zu ermöglichen. Außerdem postuliert Goodhart, dass die derzeitige britische Gesellschaft hauptsächlich mit zwei Problemen zu kämpfen habe, die er beide auf diese Zuwanderung zurückführt. Zum einen sei dies die schlechte wirtschaftliche Situation einfacher Arbeiter bei gleichzeitigem Rückgang sozialer Mobilität, zum anderen nachlassenden Gemeinsinn, verursacht durch fehlende Integrationsbereitschaft. Die Reaktionen waren dabei sehr kontrovers. So wurde ihm durchaus zugestanden, die Probleme richtig beschrieben zu haben, allerdings habe er die falschen Schlüsse gezogen. Immigranten pauschal zu Sündenböcken zu machen sei zu einfach gedacht. Zum Literaturfestival in Hay-on-Wye wurde Goodhart nach 15 Jahren Teilnahme erstmals nicht eingeladen: Der Leiter der Veranstaltung, Peter Florence, verwies darauf, dass er für Pluralismus und Multikulturalismus stünde und er das Buch daher nicht präsentiert haben wolle. Goodhart warf er „Sensationalismus“ vor.

### The Road to Somewhere
In seinem 2017 erschienenen Werk The Road to Somewhere: The Populist Revolt and the Future of Politics beschäftigte sich Goodhart mit dem Erstarken populistischer Bewegungen in zahlreichen westlichen Staaten. Er entwarf hierin das Konzept zweier sozialer Gruppen. Die einen, die Somewheres (Irgendwo-Menschen), sind lokal oder regional orientiert, in der Regel weniger gebildet und finanziell schlechter ausgestattet. Sie halten Veränderungen in ihrem Umfeld generell, und insbesondere Zuwanderung, für störend. Sie sind für populistische Parteien empfänglich. Ihnen gegenüber stehen die Anywheres, die Überall-Menschen. Sie haben in der Regel höhere Einkommen, zeichnen sich durch höhere Mobilität aus, sind in ihrem Selbstverständnis nicht an einen Ort gebunden und offen für Veränderungen. Sie sehen Zuwanderung als Bereicherung. Goodhart wertet die Erfolge eines Donald Trump, das Erstarken rechtspopulistischer Parteien etwa in Deutschland, Österreich und Italien oder den unerwarteten Erfolg des Brexit-Referendums als Aufstand der Somewheres gegen die ihrer Ansicht nach bestehende soziale Vorherrschaft der Anywheres und die fehlende Berücksichtigung ihrer Belange in der Politik. Auch dieses Werk erhielt sowohl Zustimmung als auch Kritik.

## Schriften (Auswahl)
Aufsätze
- Back from the Ruins of 1990. In: Fabian Review, Bd. 104 (1992), Heft 5, S. 4–6, ISSN 1356-1812
- Britain’s Glue. The Case for Liberal Nationalism. In: Anthony Giddens (Hrsg.): The New Egalitarianism. Polity Press, Cambridge 2005, ISBN 0-7456-3431-1, S. 154–170.

Bücher
- Eddie Shah and the Newspaper Revolution. Coronet Books, London 1986, ISBN 0-340-39263-0.
- The Reshaping of the German Social Market. Institute for Public Policy Research, London 1994, ISBN 1-872-45-284-1.
- Solutions to Unemployment in the Age of Globalisation (Ditchley Conference Report). Ditchley Foundation, Enstone 1998.
- Thinking Allowed. The Best of Prospect, 1995-2005. Atlantic Books, London 2005, ISBN 1-84354-481-4.
- The British Dream. Successes and Failures of Post-war Immigration. Atlantic Books, London 2013, ISBN 978-1-84354-805-8
- The Road to Somewhere: The Populist Revolt and the Future of Politics. C. Hurst & Co, 2017 ISBN 9781849047999